# Rolf Bloch
Pour les articles homonymes, voir Bloch.
 (mai 2015).
Rolf Bloch est un industriel suisse né le 24 juin 1930 à Berne et mort le 27 mai 2015 dans la même ville. Il est président de plusieurs associations juives notamment le Fonds suisse en faveur des victimes de l'Holocauste, ainsi que directeur de la fabrique de chocolat Camille Bloch, dont son père est le fondateur.

## Biographie
- 1929 : Son père fonde la fabrique de chocolat
- 1930 : Naissance à Berne
- Études de droit
- Il se marie avec la romande Michèle Lévy et s'établit à La Chaux-de-Fonds
- Retour à Berne
- 1954 : Il entre dans l’entreprise familiale
- 1970 : Décès de son père, il prend la relève
- 1997 : Il remet la direction à ses fils Daniel et Stéphane
- Président de la commission du Fonds suisse en faveur des victimes de l'Holocauste, fonds doté de 298 millions de francs
- 2005 : Président d'honneur de Chocolats Camille Bloch SA
- 2006 : Médiateur de la confédération dans la grève de la « Boillat » (Swissmetal) à Reconvilier

## Famille
- Son père, Camille Bloch, le fondateur de la fabrique de chocolat Camille Bloch, sise à Courtelary.
- 3 enfants :
  - Son fils Daniel Bloch, représentant de la 3e génération, est le directeur de l'entreprise
  - Stéphane Bloch, est membre du conseil d'administration.

## Fonctions
- Président de « Geschicke der Jüdischen Gemeinde » à Berne
- Président de la « Communauté israélite de Suisse »
- Président de « Stiftung Jüdische Zeitgeschichte an der ETH Zürich »

- Vice-président du « European Council of Jewish Communities »
- Vice-président de la Fédération de l'industrie alimentaire
- Président de la chambre de commerce Suisse-Israël

## Prix
- 2001 : Fischhof-Preis
- 2015 : Entrepreneur Lebenswerk vom Entrepreneur Forum Seeland